# Dmitri Oukhtomski
Pour les articles homonymes, voir Oukhtomski.
Le prince Dmitri Vassilievitch Oukhtomski (en russe : Дмитрий Васильевич Ухтомский), né en 1719 et mort le 4 octobre 1774 (15 octobre dans le calendrier grégorien), était l'architecte en chef de Moscou durant le règne de l'impératrice Élizabeth.

## Biographie
Oukhtomski est né dans un village au nord de Iaroslavl, autrefois dirigé par ses ancêtres riourikides. À l'âge de douze ans, il part pour Moscou et entre à l'École de mathématiques et de navigation jusqu'en 1733. Il y étudie l'architecture et travaille à l'atelier d'Ivan Mitchourine jusqu'en 1741. Il travaille ensuite pour Ivan Korobov de 1741 à 1743. En 1742, Korobov soutient la nomination d'Oukhtomski pour son premier titre professionnel et lui délègue la gestion d'une firme. En 1744, Oukhtomski obtient son diplôme d'architecte à part entière ainsi que le rang de capitaine (dans la hiérarchie de l'État).
Le premier succès public d'Oukhtomski est l'édification de pavillons et d'arcs temporaires à l'occasion du couronnement de l'impératrice Élisabeth en 1742. Entre 1753 et 1757, il reconstruit un de ces arcs à titre permanent, la Porte rouge (en) (qui sera détruite en 1927). Depuis les années 1740, il construit de nombreux bâtiments dans les environs du district Basmanny, notamment l'église du Martyr Nikita, la plus grande église baroque de Moscou. 

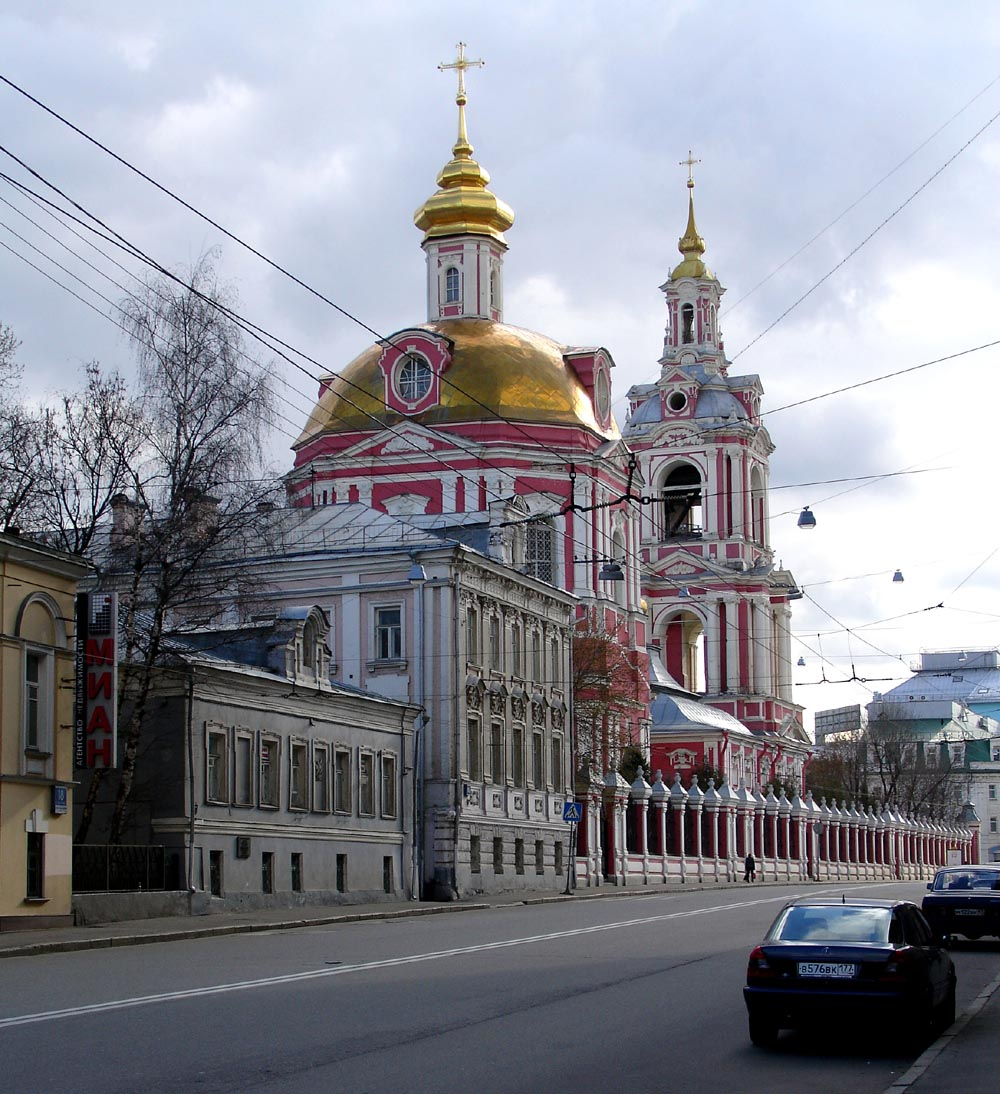
Église Saint-Nikita

Le grand clocher de la laure de la Trinité-Saint-Serge, haut de 81 mètres, est un des projets sur lesquels Oukhtomski travaille en collaboration avec son mentor Mitchourine dans un premier temps, puis tout seul jusqu'en 1760. L'actuelle rue du Pont des Forgerons (en), se tient sur le site d'un pont de 120 mètres de long qui traversait la Neglinnaïa, dessiné par Oukhtomski. Le pont, la palais du quartier allemand et nombre d'autres bâtiments créés par Oukhtomski ont été détruits par des feux accidentels, reconstruits autrement ou démolis.
Pour la première fois de l'histoire de Moscou, Oukhtomski réalise des plans d'ensemble de redéveloppement des quartiers ravagés par les incendies de 1748 et 1752. Outkhovski supervise également les travaux de réparation du Kremlin dans les années 1750. Il forme et influence Matveï Kazakov, Ivan Starov, Alexandre Kokorinov et d'autres bâtisseurs célèbres diplômés de l'école d'architecture fondée par Oukhtomski à Moscou en 1749.
En 1760, Oukhtomski est accusé de détournement d'argent et est renvoyé ; son école ferme en 1764. En 1767, il quitte Moscou à jamais. Malgré un verdict en sa faveur, il ne reprendra jamais la construction ni l'enseignement.